# St. Trinitatis (Derenburg)

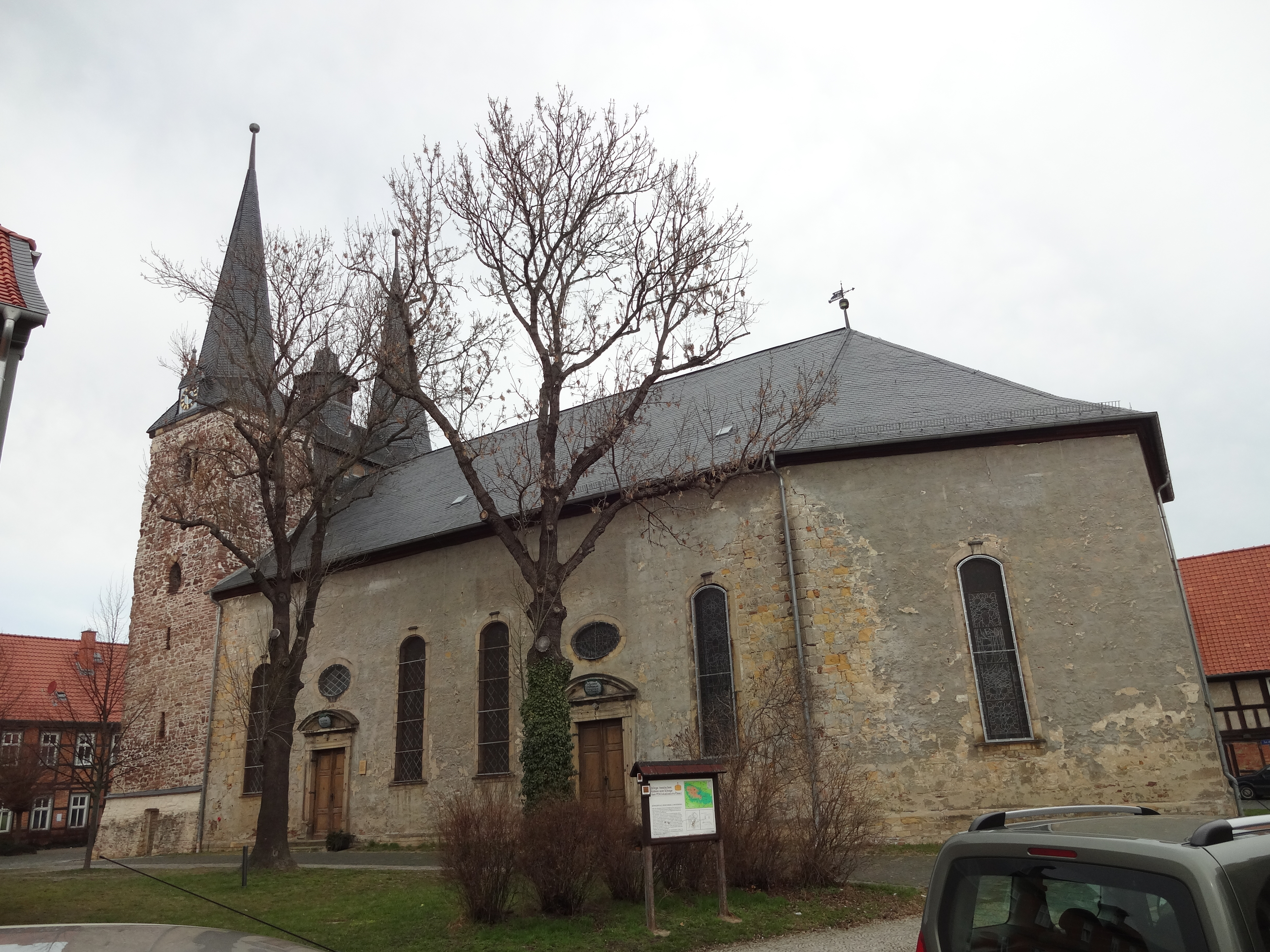
St. Trinitatis (Derenburg)

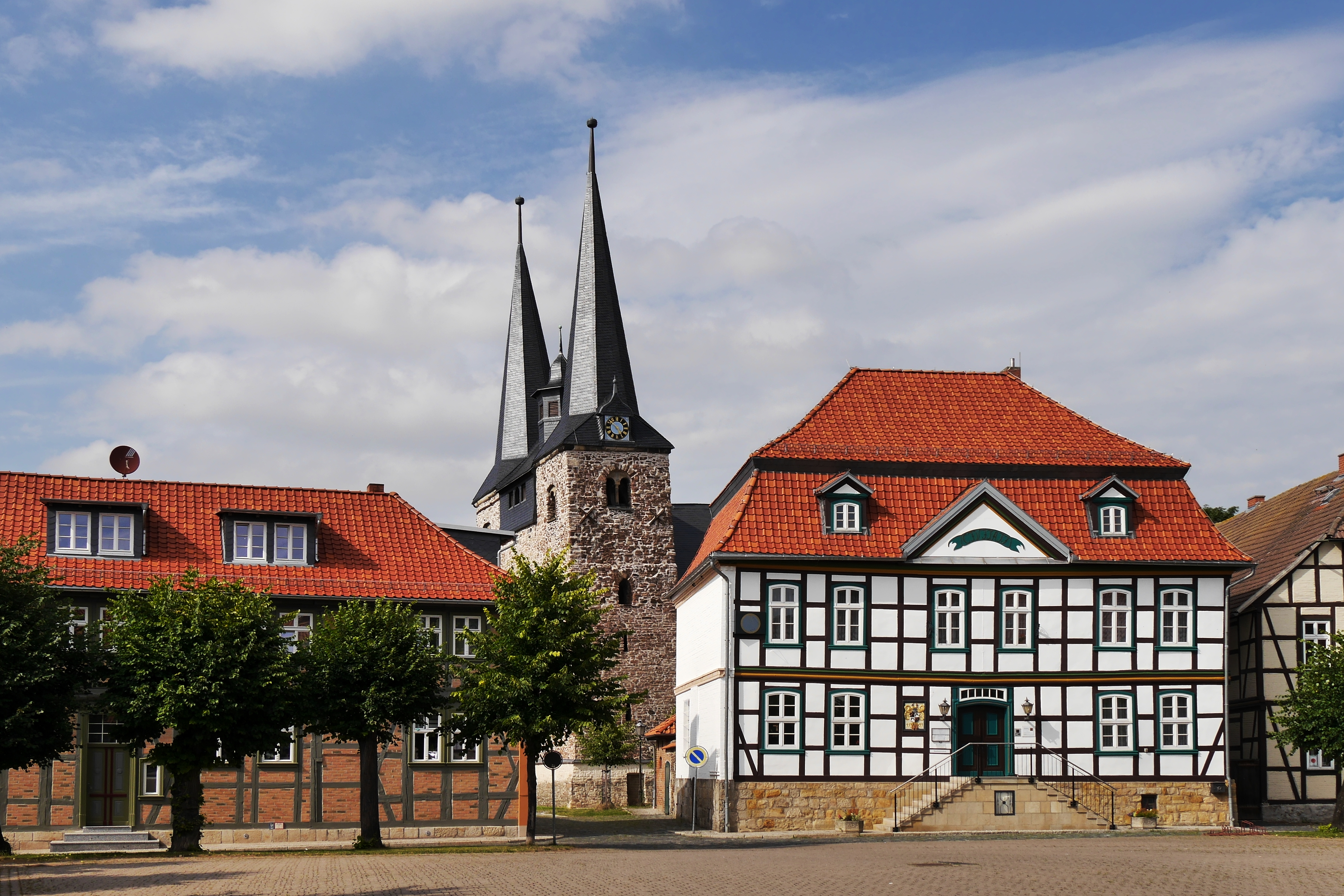
Ansicht vom Marktplatz

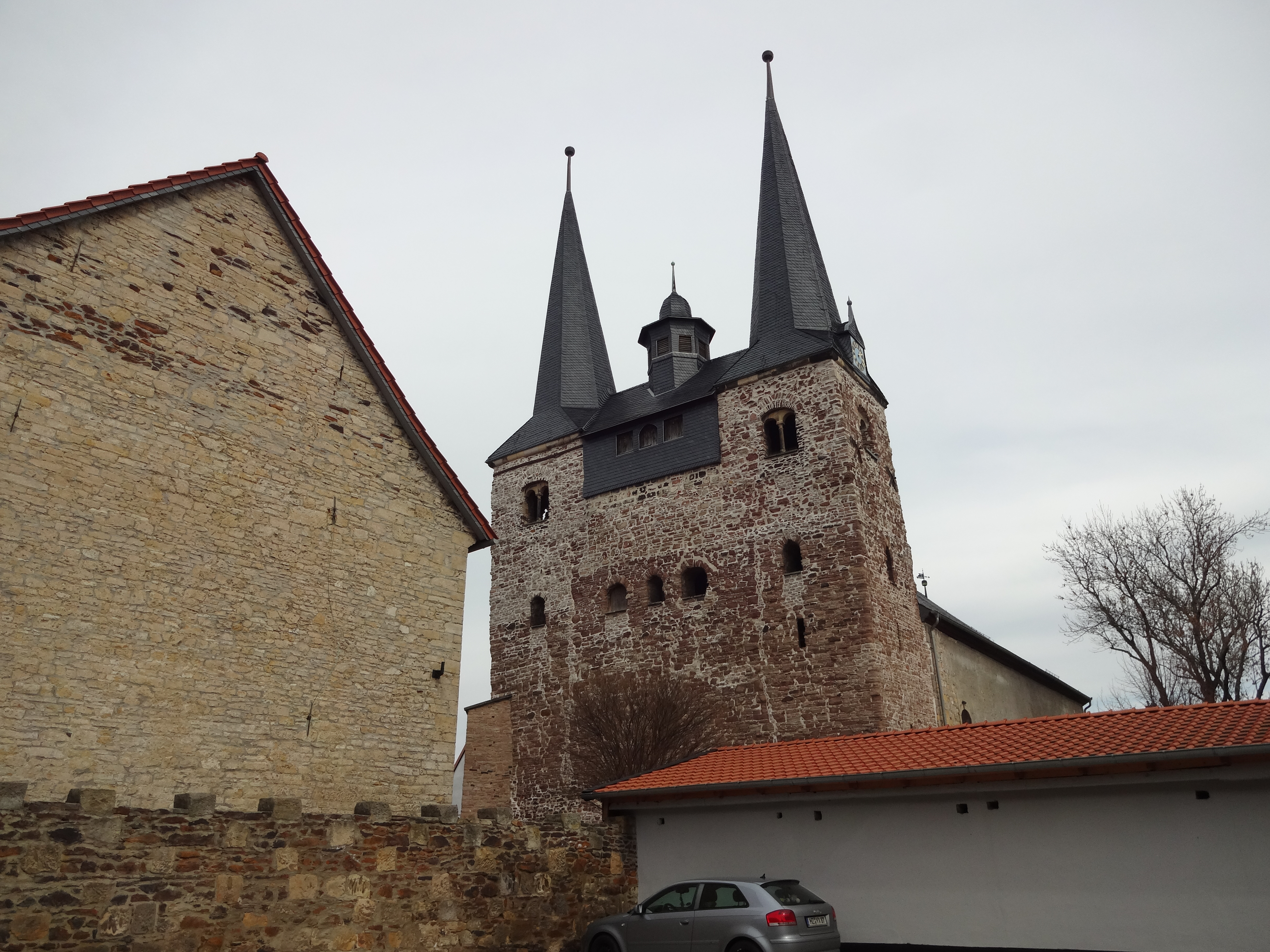
Westfassade

Die evangelische Kirche St. Trinitatis ist eine barocke Saalkirche im Ortsteil Stadt Derenburg von Blankenburg im Landkreis Harz in Sachsen-Anhalt. Sie gehört zum Pfarrbereich Derenburg im Kirchenkreis Halberstadt der Evangelischen Kirche in Mitteldeutschland.

## Geschichte und Architektur
Die Kirche ist ein dreiseitig geschlossener Saalbau von 1726 mit einem doppeltürmigen Westbau aus dem zweiten Viertel des 13. Jahrhunderts. Das Bauwerk ist ohne Westeingang mit einem hohen mittleren Glockenhaus nach niedersächsischer Art angelegt. Zwei verschieferte Spitzen krönen das Bauwerk, der Zwischenbau wurde vermutlich nach 1677 barock erhöht. Auf der nördlichen und der südlichen Langhausseite sind zwei Portale in barockem Rahmen angeordnet. 
Im Innern ist das Bauwerk ein großer flach gedeckter Saal, dessen barocke Ausstattung allerdings im Jahr 1897 vollständig entfernt wurde. Die damals eingebrachte historistische Ausstattung wurde ihrerseits in den Jahren um 1950 zu großen Teilen ausgesondert. Erhalten blieb die Westempore mit einem großen Orgelprospekt, der im Jahr 1770 aus der Martinskirche in Halberstadt übernommen wurde und angeblich von 1589 stammt, nach dem Dehio-Handbuch aber eher aus der Mitte des 17. Jahrhunderts. Im Jahr 1830 erfolgte eine Restaurierung des Prospekts.

## Ausstattung
Die Taufe und die Kanzel stammen aus dem Jahr 1959. Erhalten ist weiterhin ein älterer achteckiger Taufstein, der auf das Jahr 1579 datiert ist. Fünf im Jahr 1903 gestiftete Farbglasfenster zeigen Darstellungen von Mose, Paulus, Christus, Johannes und Petrus; sie wurden von der Firma Ferdinand Müller aus Quedlinburg ausgeführt.
Die Orgel ist ein Neubau der Firma Ladegast & Sohn aus dem Jahr 1888 im alten Prospekt mit 25 Registern auf zwei Manualen und Pedal und wurde zuletzt von der Firma Orgelbau Reinhard Hüfken im Jahr 2003 restauriert. Die Disposition lautet:
| I Hauptwerk C–f3 |            |
| Bordun           | 16′        |
| Principal        | 8′         |
| Gamba            | 8′         |
| Doppelfloete     | 8′         |
| Flauto amabile   | 8′         |
| Octave           | 4′         |
| Gedackt          | 4′         |
| Rauschflöte II   | 2 ⁄3′ + 2′ |
| Mixtur IV        | 1 ⁄3′      |
| Cornett II-III   | 2 ⁄3′      |

| II Oberwerk C–f3        |     |
| Gedackt                 | 16′ |
| Geigenprincipal         | 8′  |
| Salicional              | 8′  |
| Flauto traverso         | 8′  |
| Lieblich Gedackt        | 8′  |
| Flauto douce            | 4′  |
| Salicional              | 4′  |
| Waldflöte               | 2′  |
| Progressivharmonica III | 2′  |
| Clarinette (durchschl.) | 8′  |

| Pedalwerk C–d1 |     |
| Subbaß         | 16′ |
| Violon         | 16′ |
| Octavbaß       | 8′  |
| Gedacktbaß     | 8′  |
| Posaune        | 16′ |

- Koppeln: Normalkoppeln II/I, I/P
- Calcantenglocke
- Spielhilfen: Collectivtritte piano, mezzoforte, forte